# توموكو أكاني
توموكو أكاني (باليابانية: 赤根 智子)، هي قانونية يابانية وقاضية حالية في المحكمة الجنائية الدولية لليابان، فضلاً عن كونها رئيسة المحكمة.

## المسيرة المهنية
ولد في مدينة ناغويا، محافظة آيتشي. تخرجت من مدرسة أساهيوكا الثانوية التابعة لمحافظة آيتشي. بعد تخرجه من كلية الحقوق بجامعة طوكيو عام 1980، وخلال مسيرتها المهنية، تولت مناصب في مستويات مختلفة من نظام العدالة، تم تعيينها مدعياً عاماً عام 1982. عملت في مكاتب المدعين العامين في يوكوهاما وناغويا وسينداي ومنطقة طوكيو.
بالإضافة إلى مشاركته في التعليم العالي كأستاذ في كلية الدراسات العليا للقانون بجامعة ناغويا وكلية الدراسات العليا للقانون بجامعة تشوكيو، فهو يشارك أيضًا في دعم التطوير القانوني بصفته مديرًا لقسم التعاون الدولي في معهد البحوث والتدريب التابع لوزارة العدل ومدير معهد الأمم المتحدة لآسيا والشرق الأقصى لمنع الجريمة ومعاملة المجرمين.
اختارت أن تصبح مدعية عامة بسبب قلة الفرص التي يوفرها القطاع الخاص للنساء والمدعية العامة لأنها أرادت أن تشارك في خدمة العدالة للضحايا والمجرمين. كانت أكانه المدعية العامة الرئيسية لمنطقة هاكوداته في هوكايدو بين عامي 2010 و2012، وأصبحت مدعية عامة في مكتب المدعي العام الأعلى في عام 2012.
بعد أن شغل منصب المدعي العام الرئيسي لمكتب المدعي العام لمنطقة هاكوداتي، ومدير معهد البحوث والتدريب للعدالة، والمدعي العام لمكتب المدعي العام الأعلى، أصبح القاضي الياباني الثالث الذي يتم تعيينه قاضياً في المحكمة الجنائية الدولية، بعد سايغا فوميكو وأوزاكي كونيكو.
كانت أكانه أيضًا أستاذة في ممارسة العدالة الجنائية في كل من كلية الحقوق بجامعة تشوكيو وكلية الحقوق بجامعة ناغويا بين عامي 2005 و2009. وفي ناغويا، كانت أيضًا تبحث في مجال إصلاح العدالة الجنائية بين عامي 2005 و2006. كانت رئيسة قسم التعاون الدولي (ICD) في وزارة العدل اليابانية بين عامي 2009 و2010. شاركت في أنشطة معهد الأمم المتحدة لآسيا والشرق الأقصى لمنع الجريمة ومعاملة المجرمين (UNAFEI) لأكثر من سبع سنوات وشغلت منصب مدير UNAFEI بين يوليو 2013 وأكتوبر 2014. من عام 2014 إلى عام 2016، كانت المديرة العامة لمعهد البحث والتدريب التابع لوزارة العدل. من عام 2016 وحتى انضمامها إلى المحكمة الجنائية الدولية، عملت سفيرة لليابان للتعاون القضائي الدولي.
في 20 مارس 2023، أعلنت لجنة التحقيق التابعة للاتحاد الروسي أنها فتحت تحقيقًا مع المدعي العام للمحكمة الجنائية الدولية كريم أحمد خان وثلاثة قضاة آخرين، بما في ذلك أكانه، في أعقاب مذكرة الاعتقال التي أصدرتها المحكمة الجنائية الدولية بحق الرئيس الروسي فلاديمير بوتين بتهم جرائم الحرب. في 27 يوليو من نفس العام، أصدرت وزارة الداخلية الروسية مذكرة اعتقال بحق أكانه بتهم جنائية.

### المجالات المعنية
وتشير أكانه إلى تقديرها لقدرة الأنظمة القضائية على منع الأشخاص من العودة إلى الجريمة. أثناء عملها في UNAFEI، تم إرسالها مرتين إلى كينيا، حيث شاركت في تدريب ضباط المراقبة.

## المحكمة الجنائية الدولية
تم ترشيحها كمرشحة للمحكمة الجنائية الدولية في أبريل 2016 من قبل حكومة اليابان وانتخبت قاضية في المحكمة الجنائية الدولية في 4 ديسمبر 2017 من قبل جمعية الدول الأطراف في نيويورك. تولت منصبها في مارس 2018 لمدة تسع سنوات. بصفتها قاضية في المحكمة الجنائية الدولية، فهي مكلفة بشكل أساسي بالدائرة التمهيدية الثانية.
في 20 مارس 2023، بدأت روسيا تحقيقًا جنائيًا ضد أكاني وروزاريو سالفاتوري أيتالا وسيرجيو جيراردو أوغالدي جودينيز ردًا على مذكرة توقيف صدرت في 17 مارس 2023 ضد رئيسها فلاديمير بوتن بتهمة الترحيل غير القانوني للأطفال الأوكرانيين إلى روسيا أثناء الحرب الروسية الأوكرانية. في يوليو 2023، أصدرت وزارة الداخلية الروسية مذكرة توقيف بحقها.
في 11 مارس 2024، تم انتخابها رئيسة للمحكمة الجنائية الدولية للفترة 2024-2027 من قبل قضاة المحكمة الجنائية الدولية.